# (2515) Gansu
(2515) Gansu es un asteroide perteneciente al cinturón de asteroides, descubierto el 9 de octubre de 1964 por el equipo del Observatorio de la Montaña Púrpura desde el Observatorio de la Montaña Púrpura, Nankín (China).

## Designación y nombre
Designado provisionalmente como 1964 TX1. Fue nombrado Gansu en homenaje a Gansu provincia de la República Popular China.